# За гранью возможного (телесериал, 1995)
«За гранью возможного» (англ. The Outer Limits) — американский телесериал-антология, который транслировался на канале Showtime с 16 сентября 1995 по 2002 год. Проект является перезапуском одноимённого телесериала 1963—1965 годов.
Показ нового, цветного, телесериала стартовал на телеканале Showtime 26 марта 1995 года и продолжался до 2001 года, как и в случае с классическим телесериалом, с частотой раз в неделю, после чего демонстрация продолжилась на канале Sci Fi Channel.
Несмотря на все различия между цветным и классическим телесериалами «За гранью возможного», их многое объединяет. Над первым сезоном цветного сериала работал главный создатель классического — Лесли Стивенс (в качестве консультанта), а также продюсер первого сезона классического телесериала, Джозеф Стефано (в качестве исполнительного продюсера). Два актёра — Клифф Робертсон и Леонард Нимой — снимались в обоих сериалах, причём Нимой снялся в римейке фильма, в котором играл в классическом сериале. В цветном сериале были сняты четыре римейка серий классического, а также несколько серий на схожие сюжеты.
У обоих телесериалов существовал единый официальный сайт (TheOuterLimits.com), который просуществовал несколько лет (с середины 1990-х годов до начала 2010 года). В настоящее время данный сайт по неизвестной причине не функционирует, но доступна его архивная копия.

Комментируя выход новых, цветных серий, президент Metro-Goldwyn-Mayer Джон Саймос так определил главную идею телесериала «За гранью возможного»: 
Нам очень был нужен сериал, в котором человек подвергал испытаниям свой опыт, душу и мог увидеть свои слабости. В конечном счёте, мы надеемся, что зритель сможет вынести из этого сериала нечто важное.

## Перевод на русский язык
Новый, цветной телесериал 1995—2002 годов достаточно хорошо известен в России: он был впервые показан в России на канале НТВ в начале 2000-х годов, под названием «За гранью возможного». В 2008-2010 гг. этот вариант перевода (озвученный на НТВ) демонстрировался на телеканале ТВ3. Цветной сериал также (с 2008 года) демонстрировался в России на телеканале AXN Sci-Fi, в собственном варианте перевода, под названием «Внешние Пределы».
Официально как черно-белый, так и цветной телесериалы «За гранью возможного» в России на DVD не издавались. Тем не менее, благодаря нелегальным изданиям, диски DVD с сериями цветного телесериала (в переводе НТВ и AXN Sci-Fi) всё же поступали в свободную продажу. Как правило, такие коллекции представляют собой смесь фильмов самого разного происхождения и качества, и в них обычно присутствуют оба варианта перевода на русский язык; часто звук бывает наложен на видео, полученное с каких-либо других телеканалов, в том числе и зарубежных.
Как и в случае с чёрно-белым сериалом 1960-х годов, названия многих серий сериала представляют в английском языке игру слов, поэтому их точный перевод на русский язык затруднителен (Last Supper, Second Thoughts, The Light Brigade, Better Luck Next Time и другие). По этой причине названия серий в различных версиях русского перевода (от НТВ и AXN Sci-Fi) очень часто отличаются.

## Особенности сюжетов
Построение сюжетов напоминает «Сумеречную зону» и «Байки из склепа» — телесериал «За гранью возможного» является сериалом-антологией, в котором отсутствуют главные персонажи и сквозная история, которая прослеживалась бы на протяжении всего сериала. В новом цветном телесериале есть несколько сквозных сюжетных линий, которые продолжаются в сериях, отстоящих далеко друг от друга, часто в разных сезонах (например, сюжетная линия, связанная с компанией Innobotics Corporation, захватывает пять серий, находящихся в 1-м, 2-м и 4-м сезонах).
Сюжеты серий связаны с инопланетным разумом, монстрами, пришельцами из иного времени или иного измерения, призраками, проблемами отношений человека и роботов, экспериментами над человеческой психикой, в области генетических исследований, клонирования и христианской религии. В сюжетах цветных серий также присутствуют чудовища и мутанты, но они вовлечены в особое драматургическое развитие и особенно важным оказывается эффект, которые они оказывают на человечество. В цветном телесериале также присутствуют экранизации рассказов Стивена Кинга («Откровения Бекки Полсон»), Ларри Нивена («Непостоянная Луна»), Эндо Биндера («Я, Робот»; этот сюжет был также экранизирован и в классическом телесериале) и других известных писателей.

## Обзор
Новые, цветные серии телесериала «За гранью возможного» совместного производства США и Канады были впервые показаны на телеканалах Showtime и на Sci Fi Channel с 1995 по 2002 годы.
Похожий по стилистике на «Сумеречную зону» (цветные серии 1985—1989 годов), с преобладанием научной фантастики, нежели фэнтези, «За гранью возможного» представляет собой антологию по большей части не связанных между собой фильмов на различные сюжеты, часто с совершенно неожиданным поворотом сюжетной линии в финале. Были сняты 154 серии.
В первой серии главную роль сыграла актриса Хелен Шейвер, которая позже стала режиссёром нескольких эпизодов. Помимо этого, в данном телесериале приняли участие огромное количество актеров, режиссёров, сценаристов, которые работали над сериалом «Полтергейст». Исполнительный продюсер телесериала «За гранью возможного» Ричард Бартон Льюис также работал над обоими сериалами.
В отличие от классического сериала, новый телесериал «За гранью возможного» известен российскому телезрителю. C 1999-го по 2005 год он демонстрировался на канале НТВ. В 2009 и в 2010 году по настоящее время телесериал «За гранью возможного» демонстрируется на телеканале ТВ3.

### История создания
В восьмидесятых годах была попытка возобновить съёмки телесериала «За гранью возможного», однако возрождение состоялось лишь в 1995 году. Успех телевизионных сериалов в жанре научной фантастики, таких, как продолжения телесериала «Звёздный путь», «Секретные материалы», а также сериалов-антологий, таких, как «Байки из склепа», убедил правообладателя сериала «За гранью возможного», компанию Метро Голдвин Майер, осуществить идею новых съёмок. Показ телесериала вначале вёл платный телеканал Showtime, до 2001 года, затем показ был продолжен на канале Sci Fi Channel.
Съёмки продолжались до 2002 года, всего за это время было снято семь сезонов, 154 серии — это существенно больше, чем в классическом телесериале. На телеэкран серии выходили с частотой один раз в неделю (иногда по две серии в один день). В новых сериях Контрольный Голос озвучивал Кевин Конуэй.
Новый телесериал «За гранью возможного» отошёл от сюжетного хода «монстр недели», который был характерен для первого и части второго сезонов классического. Несмотря на большое количество инопланетян, мутантов и монстров, они включены в особенное драматургическое развитие и рассматриваются в специфической наукообразной трактовке. Для сюжетов в новом телесериале важен и эффект, оказываемый подобными персонажами на всё человечество. Многие серии иллюстрируют это различие между двумя телесериалами — например, фильмы «Тёмный дождь» (химическое оружие, которое вызывает всемирную эпидемию, влекущую за собой бесплодие), «Выпускной экзамен» (фатальные последствия открытия реакции холодного термоядерного синтеза), «Петля времени» (сюжет о том, как путешественник во времени в угоду своим интересам переделывает историю). Это же показано и в нескольких сериях, в которых зритель видит мутации людей, поражённых «Синдромом генетического отклонения» или «синдромом GRS» (люди, поражённые таким заболеванием, превращались в жестоких нечеловеческих существ) в результате эксперимента, одобренного правительством (фильмы «Неестественный отбор» и «Преступная натура»).

### Съёмки
Телесериал был снят в Ванкувере, провинции Британская Колумбия и в других частях Канады. Для создания сюжетов фильмов телесериала были использованы рассказы Харлана Эллисона, Альфреда ван Вогта, Эндо Биндера, Ларри Нивена, Ричарда Мэтисона, Джорджа Р. Р. Мартина, Стивена Кинга, и Джеймса Патрика Келли. Также были сняты четыре римейка серий классического телесериала.
Новый телесериал «За гранью возможного», который показывался на канале Showtime, содержал достаточно жестокие моменты и сексуальные сцены, неоднократно демонстрировалась женская обнажённая натура. Многие подобные сцены были вырезаны при показе сериала на канале Sci Fi Channel.
В сериале основную часть сюжетов составляют истории о мистических или внеземных силах. Некоторые серии на расстоянии нескольких серий и даже сезонов объединены в отдельные сюжетные линии. Характерной особенностью телесериала является связка сюжетов предыдущих серий в финальных эпизодах сезонов. Финальная серия всего телесериала — «Испытания человека» — включает в себя цитаты из восьми серий разных сезонов: «Кошмар» (20 серия 4 сезона), «Разум и сердце» (3 серия 4 сезона), «Человеческие операторы» (7 серия 5 сезона), «В крови» (11 серия 7 сезона), «Дорога домой» (16 серия 1 сезона), «Монстр» (18 серия 4 сезона), «Звёздная эпидемия» (9 серия 3 сезона), «Миры внутри» (10 серия 7 сезона). Исключением из данного правила является финальная серия второго сезона «Приговор», в которой показан самостоятельный сюжет.
В работе над сериалом принимали участие многие известные киноактеры, среди которых Клифф Робертсон, Рон Перлман, Ллойд Бриджес, Аманда Пламмер, Гэри Бьюзи, Тора Бёрч, Шерилин Фенн, Майкл Айронсайд, Роберт Патрик, Дженнифер Рубин, Ким Кэттролл, Райан Рейнольдс и многие другие.
Лесли Стивенс, один из главных творцов классического телесериала, был консультантом в течение съёмок первого сезона новых серий, в то время как Джозеф Стефано работал над сериалом в качестве исполнительного продюсера. Стефано также переделал свой сюжет эпизода «Проверка на выживаемость» классического телесериала, который был переснят для третьего сезона. Он позже работал также главным консультантом на съёмках серии «На земле», снятой для шестого сезона.
Марк Манчина и Джон Ван Тонгерен сочинили музыку для новых серий «За гранью возможного», непохожую на звучащую в классическом сериале. Они же являются авторами основной музыкальной темы телесериала, сопровождающей его вступительные эпизоды и титры.
Сюрреалистические изображения на новой заставке были нарисованы при непосредственном участии Джерри Уелсмана.

### Вступительное слово
Как и в классическом телесериале, каждая серия начиналась со вступительного раздела, в котором показывалась часть последующего сюжета, затем также звучала заставка телесериала, сопровождавшаяся повествованием Контрольного Голоса (англ. The Control Voice). В новых сериях вступительное слово было несколько видоизменено:

Ваш телевизор исправен. Не пытайтесь настраивать каналы. Все передачи под нашим контролем. Мы управляем горизонтальной и вертикальной развёрткой. Мы можем передать вам тысячу каналов и очистить один кадр до полной прозрачности, а потом заглянуть внутрь него. Мы способны заставить вас увидеть всё, что творится в нашем воображении. В течение следующего часа мы будем контролировать всё, что вы увидите и услышите. Вам предстоит испытать трепет и познать тайну, которая, родившись в глубинах нашего разума, стремится за грань возможного. За гранью возможного. (Opening narration — The Control Voice — 1990s, перевод НТВ)
Контрольный голос — перевод AXN Sci-Fi
С вашим телевизором все в порядке. Не пытайтесь крутить настройки. Мы контролируем передачу. Мы контролируем размер по горизонтали, и вертикали. Мы можем сбить вас с толку тысячей разных каналов или увеличить четкость до предела и сверх предела. Мы можем показать вам любой плод своего воображения. Мы держим под контролем изображение и звук!
Вы испытаете трепет перед тайной, простирающейся от глубин подсознания до внешних пределов. (Opening narration – The Control Voice – 1990s, перевод AXN Sci-Fi)

Оригинальный текст (англ.)There is nothing wrong with your television. Do not attempt to adjust the picture. We are now controlling the transmission. We control the horizontal and the vertical. We can deluge you with a thousand channels or expand one single image to crystal clarity - and beyond. We can shape your vision to anything our imagination can conceive. For the next hour we will control all that you see and hear. You are about to experience the awe and mystery which reaches from the deepest inner mind to... The Outer Limits. Please stand by. — Opening narration – The Control Voice – 1990s 

### Сквозные сюжетные линии в телесериале
В телесериале, как уже было указано, нет единой сюжетной линии развития, это сериал-антология. Тем не менее есть ряд серий, имеющих продолжение, часто не только в других сериях, но и в других сезонах.
Наиболее продолжительные из подобных историй:
- Сюжетная линия, связанная с компанией по производству роботов Innobotics Corporation в сериях «Валери, 23» (3 серия 1 сезона), «Возрождение» (2 серия 2 сезона), «Охота» (2 серия 4 сезона), «Мэри, 25» (15 серия 4 сезона) и «По нашему образу и подобию» (26 серия 4 сезона)[17].
- Приключения путешественника во времени Николаса Прентиса (актёр Алекс Дьякун, который был также занят в других ролях в нескольких других сериях) в фильмах «Трибунал» (12 серия 5 сезона), «Геттисбург» (17 серия 6 сезона) и «Иное время» (15 серия 7 сезона)[31].
- Сюжетная линия, связанная с изобретателем машины времени доктором Терезой Гивенс (актриса Аманда Пламмер) в сериях «Петля времени» (1 серия 2 сезона), «В следующий раз повезёт больше» (22 серия 5 сезона) и «Последняя апелляция» (21 и 22 серии 6 сезона).

Продолжение в одной из последующих серий имеют фильмы:
- «Пощада» (14 серия 1 сезона) — в фильме «Бригада света» (18 серия 2 сезона). Эти серии примечательны тем, что в них главную роль исполнил известный американский киноактёр Роберт Патрик[32][33];
- «Неестественный отбор» (3 серия 2 сезона) — в фильме «Преступная натура» (1 серия 4 сезона);
- «Лагерь» (7 серия 3 сезона) — в фильме «Обетованная земля» (21 серия 4 сезона);
- «Потрошитель» (11 серия 5 сезона) — в фильме «В следующий раз повезёт больше» (22 серия 5 сезона).
- «Двойной виток» (12 серия 3 сезона) — в фильме «Рождение расы» (23 серия 4 сезона).

### Выход наDVD
Некоторые серии телесериала «За гранью возможного» были выпущены в виде нескольких «антологий DVD», сгруппированных по сюжетам: Секс и научная фантастика, Чужие среди нас, Смерть и потустороннее, Фантастические андроиды и роботы, Мутация и преобразование, Путешествие во времени и бесконечность.
1 ноября 2005 года компания MGM Home Entertainment выпустила первый сезон нового сериала «За гранью возможного» на DVD в Северной Америке.
Компания Alliance Home Entertainment выпустила первые пять сезонов «За гранью возможного» на DVD только для продаж в Канаде. Некоторые кадры, в которых показываются сексуальные сцены или обнажённая натура, были вырезаны или заменены.
Шестой сезон был выпущен 7 сентября 2010 года. Седьмой, заключительный, сезон выпущен 5 октября 2010 года.
| Имя DVD         | Число серий | Дата выхода     |
| --------------- | ----------- | --------------- |
| Первый сезон    | 22          | 4 мая 2010      |
| Второй сезон    | 22          | 4 мая 2010      |
| Третий сезон    | 18          | 1 июня 2010     |
| Четвёртый сезон | 26          | 6 июля 2010     |
| Пятый сезон     | 22          | 3 августа 2010  |
| Шестой сезон    | 22          | 7 сентября 2010 |
| Седьмой сезон   | 22          | 5 октября 2010  |

В России телесериал «За гранью возможного» официально на DVD не издавался. Но, благодаря нелегальным изданиям, диски DVD со всеми семью сезонами цветного телесериала всё же поступали в свободную продажу. Особенностью изданного таким образом DVD с записью 7 сезона телесериала является отсутствие на нём серий с 17 по 22.

## Актёры, принимавшие участие в съёмках обоих телесериалов
Некоторые актёры принимали участие в съёмках как в классическом чёрно-белом, так и в цветном телесериалах:
- Клифф Робертсон[47]:

1. «Существо из галактики» (1 серия 1 сезона классического телесериала — радиоинженер Алан Максвелл, главная роль).
2. «Угон» (6 серия 5 сезона нового телесериала — астронавт Теодор Харрис, главная роль).

Характерная деталь: фильм «Существо из галактики» вышел на экраны 16 сентября 1963 года. Главный герой фильма «Угон» первый полёт в космос совершает также 16 сентября 1963 года.
- Леонард Нимой[48]:

1. «Я, Робот» (9 серия 2 сезона классического телесериала — репортёр Джадсон Эллис).
2. «Я, Робот» (19 серия 1 сезона нового телесериала, ремейк серии классического телесериала — поверенный Турман Катлер).

## Эпизоды
- Классический телесериал: 49 серий.

| Сезон | Количество серий | Старт первого показа  | Окончание первого показа |
| ----- | ---------------- | --------------------- | ------------------------ |
| 1     | 32               | 16 сентября 1963 года | 4 мая 1964 года          |
| 2     | 17               | 19 сентября 1964 года | 16 января 1965 года      |

- Новый, цветной телесериал: 154 серии.

| Сезон | Количество серий | Старт первого показа | Окончание первого показа |
| ----- | ---------------- | -------------------- | ------------------------ |
| 1     | 22               | 26 марта 1995 года   | 20 августа 1995 года     |
| 2     | 22               | 14 января 1996 года  | 4 августа 1995 года      |
| 3     | 18               | 19 января 1997 года  | 25 июля 1997 года        |
| 4     | 26               | 23 января 1998 года  | 18 декабря 1998 года     |
| 5     | 22               | 22 января 1999 года  | 20 августа 1999 года     |
| 6     | 22               | 21 января 2000 года  | 3 сентября 2000 года.    |
| 7     | 22               | 16 марта 2001 года   | 18 января 2002 года.     |

## Награды
| Премия                      | Год  | Награждённый                            | Номинация                                                                   | Фильм                                       |
| --------------------------- | ---- | --------------------------------------- | --------------------------------------------------------------------------- | ------------------------------------------- |
| CableACE Award              | 1995 | Стюард Гиллиард                         | Режиссёр драматического телесериала                                         | «Песчаные короли» (1 серия 1 сезона)        |
| Эмми                        | 1996 | Аманда Пламмер                          | Лучшая приглашённая актриса в драматическом телесериале                     | «Петля времени» (1 серия 2 сезона)          |
| CableACE Award              | 1996 | Телесериал                              | Лучший драматический телесериал                                             |                                             |
| Сатурн                      | 1996 | Телесериал                              | Лучший жанровый телесериал                                                  |                                             |
| Сатурн                      | 1997 | Телесериал                              | Лучший телесериал, сделанный для кабельного телевидения                     |                                             |
| Сатурн                      | 1998 | Телесериал                              | Лучший телесериал, сделанный для кабельного телевидения                     |                                             |
| International Monitor Award | 1999 | Телесериал                              | Лучшие электронные визуальные эффекты в открытии, заключении и титрах серий |                                             |
| International Monitor Award | 1999 | Телесериал                              | Лучший рисованный дизайн в открытии, заключении и титрах серий              |                                             |
| WGC Award                   | 2000 | Нарен Шанкар Харлан Эллисон А. Ван Вогт | Лучший сценарий                                                             | «Человеческие операторы» (7 серия 5 сезона) |
| Leo Award                   | 2001 | Эрик Хилл                               | Монтаж в драматическом телесериале                                          | «Геттисбург» (17 серия 6 сезона)            |
| Leo Award                   | 2001 | Майк Рол                                | Лучший режиссёр драматического телесериала                                  | «На земле» (10 серия 6 сезона)              |
| WGC Award                   | 2001 | Скотт Питерс                            | Лучший сценарий                                                             | «Саймон говорит» (8 серия 6 сезона)         |

## Ремейки и серии на схожий сюжет в обоих телесериалах
| Классический сериал                                 | Цветной сериал                                 | Общее | Основные различия |
| --------------------------------------------------- | ---------------------------------------------- | --- | --- |
| «Кошмар» (10 серия 1 сезона)                        | «Кошмар» (20 серия 4 сезона)                   | Серия цветного сериала — ремейк серии классического. | В финале фильма из классического сериала гибнет только один человек, в новом — вся Земля. |
| «Проверка на выживаемость» (29 серия 1 сезона)      | «Проверка на выживаемость» (17 серия 3 сезона) | Серия цветного сериала — ремейк серии классического. | Разные названия рас, которые похищают людей — в классическом сериале это Луминосиане, в цветном — Триуны. |
| «Я, Робот» (9 серия 2 сезона)                       | «Я, Робот» (19 серия 1 сезона)                 | Серия цветного сериала — ремейк серии классического. | Незначительные, фильмы — экранизации одного и того же рассказа. |
| «Наследники» (10 и 11 серии 2 сезона)               | «Наследники» (17 серия 5 сезона)               | Серия цветного сериала — ремейк двух серий классического. | В классическом сериале герои, которым попали в голову пули из метеорита — четверо военнослужащих, которые строят звездолёт, чтобы увезти вылеченных ими детей-инвалидов; в цветном сериале героев трое, они не являются военными и строят не звездолёт, а машину для перемещения в пространстве, чтобы забрать на другую планету не только смертельно больных детей, но и взрослых. |
| «Архитекторы страха» (3 серия 1 сезона)             | «Жизнь после жизни» (15 серия 2 сезона)        | В обоих фильмах герою вводят инопланетную ДНК с целью его трансформации в иное существо. | В классическом сериале предполагалась имитация инопланетного нашествия; в новом — проверка, возможно ли противостоять инопланетянам в борьбе с ними. Финал различен: в классическом сериале переродившийся герой гибнет, в новом — спасён инопланетянами и уходит с ними. |
| «ЗЗЗЗЗ» (18 серия 1 сезона)                         | «Дитя цветка» (12 серия 7 сезона)              | В обоих фильмах героиня представляет собой существо, похожее внешне на женщину, которое ставит перед собой цель путём спаривания с мужчиной родить отпрысков своего вида, чтобы те заселили Землю. | В классическом сериале героиня — мутировавшая пчелиная матка; в новом — потомок споры космического растения. Различен и финал — в классическом героиня гибнет, в новом — достигает своей цели. |
| «Формы неведомых вещей» (32 серия 1 сезона)         | «Природное равновесие» (22 серия 4 сезона)     | В обоих фильмах изобретение главного героя обращает время вспять и возвращает того, к кому применяется прибор, к более ранней стадии жизни.                                                        | В классическом сериале прибор является видоизменённым вариантом машины времени; в новом — это Клеточный регрессор, запускающий процессы старения организма вспять. Сюжетная линия этих серий также очень различается. |
| «Холодные руки и горячее сердце» (2 серия 2 сезона) | «Воссоединение» (13 серия 4 сезона)            | В обоих фильмах герой подвергается мутациям после полёта на Венеру. | В классическом сериале у героя меняется температура тела и сращиваются пальцы, кроме того, он сталкивается с инопланетянами в атмосфере Венеры при её облёте. В новом сериале герой живёт на венерианской станции и после угрозы собственной жизни при её аварии сам вводит себе инопланетную ДНК, после чего начинает воспроизводить своих клонов.                                 |
| «Зонд» (17 серия 2 сезона)                          | «Похищение» (16 серия 7 сезона)                | В обоих фильмах герои похищены пришельцами и оказываются внутри помещения, созданного инопланетянами, из которого невозможно выйти.                                                                | В классическом сериале взрослые люди находятся внутри инопланетного зонда и сражаются с инопланетным монстром; в новом главными героями являются дети, помещение похоже на их школу, а инопланетянин предлагает детям, для того, чтобы их выпустили, самим выбрать и убить одного из них.                                                                                           |